# Хасте (Исфахан)
Хасте́, или Хассе́, или Хасе́, или Шахра́к-оль-Мехди́ (перс. حصّه‎) — город в центральном Иране, в провинции Исфахан. Входит в состав шахрестана  Исфахан и является северо-восточным пригородом его одноимённого центра. По данным переписи, на 2006 год население составляло 10 942 человека.

## География
Город находится в южной части Исфахана, в гористой местности, на высоте 1555 метров над уровнем моря.
Хасте расположен на расстоянии нескольких километров к северо-востоку от Исфахана, административного центра провинции и на расстоянии 325 километров к югу от Тегерана, столицы страны.